# جايسون شميت (مصور)
جايسون شميت (بالإنجليزية: Jason Schmidt)‏ هو مصور أمريكي، ولد في 1969.